# Emilio Benfele Álvarez
Emilio Benfele Álvarez (n. 15 de noviembre de 1972 en Figueras, España) es un exjugador de tenis español. Su superficie preferida era la tierra batida, alcanzando su única final en un torneo ATP en Kitzbuhel 2000. Su mejor posición en el ranking mundial fue el Nº81 en individuales y el Nº91 en dobles.

## Títulos (0)

### Finalista en individuales (1)
- 2000: Kitzbuhel (pierde ante Àlex Corretja)

### Finalista en dobles (2)
- 2001: Palermo (con Enzo Artoni pierden ante Tomás Carbonell y Daniel Orsanic)
- 2002: Bucarest (con Andrés Schneiter pierden ante Jens Knippschild y Peter Nyborg)

- Ficha oficial de la ATP para Emilio Benfele Álvarez
- Emilio Benfele Álvarez Tennis Project EBAPROTENNIS https://web.archive.org/web/20140716181235/http://www.ebaprotennis.com/index.html

- Datos: Q3031163